# ShareTheMusic
ShareTheMusic – plataforma virtual para a troca legal e gratuita de música, que pertence à Desh Sp. z o.o. 
Entrou em funcionamento em todo o mundo a 26 de Outubro de 2009.
O objectivo da criação deste serviço foi possibilitar a todos os utilizadores da Internet de todo o mundo a ouvir música: sem taxas, sem violar os direitos de autor. Pela primeira vez no serviço musical foi usado o mecanismo One-2-One Streaming, que permite a um remetente disponibilizar num dado momento uma só música a um só destinatário. O ShareTheMusic é um intermediário entre os utilizadores – ao contrário de outros serviços não conserva nem distribui ficheiros. 

## Legalidade
O ShareTheMusic é um intermediário entre os utilizadores do portal que querem trocar a sua música – através da  sua disponibilização a outros internautas.
Mediante uma aplicação criada para satisfazer as necessidades do portal pela empresa Hicron, as pessoas que possuem no seu disco rigido uma determinada música, podem disponibilizá-la num determinado momento a um só destinatário e a música não pode ser copiada para o disco de outro utilizador – desta maneira observam-se os direitos de autores, artistas e produtores.
Conteúdo
O serviço ShareTheMusic é gratuito e global. A partir da data do início do seu funcionamento a página está disponível em 8 idiomas (inglês, espanhol, português, francês, alemão, italiano, holandês e polaco).
Nas suas páginas o serviço disponibiliza o navegador de músicas: o Randomizer.
O navegador permite encontrar um utilizador, serviço ou grupo e qualquer música (no catálogo que conta com mais de 13 milhões de itens), álbum ou artista. 
Após encontrar um artista pode-se verificar no seu perfil a lista de artistas relacionados: que tocam uma música parecida, imitam o estilo ou se inspiram na sua música.
O Randomizer é uma rádio com vários canais que muito especificados, onde os utilizadores são remententes da música. Todos os canais do Randomizer têm a sua lista de músicas disponibilizadas no serviço e relacionadas tematicamente. As músicas dum determinado canal são reproduzidas ao acaso no Player, sem intromissão do ouvinte. O Randomizer, tal como todo o ShareTheMusic, funciona através de One-2-One Streaming. 
Sociedade
O ShareTheMusic contém um departamento social, no qual os utilizadores podem criar os seus perfis, comunicar-se, criar grupos temáticos e inserir informações sobre música – influenciando directamente o conteúdo que aparece no serviço.
Criando o seu perfil, o utilizador tem possibilidade de comunicar-se à vontade com outros membros da sociedade – através da caixa postal ou comentários. As funcionalidades tais como Playlists (todos os utilizadores podem criar as suas próprias Playlists) e identificação de músicas como preferidas e odiadas, permitem compartilhar o gosto musical de cada um.
Todos os utilizadores do serviço têm a possibilidade de criar qualquer grupo (público ou privado) e criar temas no fórum. Os próprios utilizadores são os moderadores da discussão – são eles que decidem sobre o que vai ser escrito. 
Aplicações
O compartilhamento e audição da música realiza-se através das aplicações fornecidas pelo ShareTheMusic.
O ShareTheMusic Player serve para reproduzir os ficheiros áudio tais como: MP3, WMA, WAV, e para criar e reproduzir a Playlist. Através do ShareTheMusic Player é possível reproduzir os ficheiros de música disponibilizados no serviço ShareTheMusic e disponibilizar a música a outros utilizadores do portal. O ShareTheMusic Player reproduz os canais de música do Randomizer. Possibilita também conhecer a nova música através de uma lista de artistas relacionados com aquele cuja música está a ser reproduzida naquele momento – esta funcionalidade está disponível no Player selecionando o REL (Related).
O ShareTheMusic Ripper é um programa que serve para gravar a música  dos discos CD-Audio para os ficheiros MP3. É compatível com a base de dados CDDB Ripper e reconhece automaticamente os títulos da música gravada.

## Curiosidades
O ShareTheMusic.com é um dos poucos sítios na internet que possibilita a audição legal da música dos The Beatles.
A criação do serviço demorou 18 meses. 
A primeira música ouvida no serviço foi a da Aretha Franklin „Respect”.